# 曾蔭槐
曾蔭槐（1911年12月22日—1981年10月31日），江西雩都人，中华民国陆军将领。

## 生平
陸軍官校第8期砲科，陸軍大學特別班第8期，德國軍校、德國炮兵學校、圓山軍官團高級班第2期畢業。1937年回国后，任防空学校教官、队长。1939年任炮兵第四十六团营长。1939年至1940年，率部赴法购买军用物资。1941年，任航空委员会防空总监部参谋。1942年，任炮兵第四十六团副团长、团长。1943年入陆军大学第七期特别班受训。1946年，任装甲兵第一团团长。1949年，率部抵达台湾。1960年，担任装甲兵司令部副司令。1968年以陆军少将退役。1981年10月31日，逝世。